# De Jansmolen
De Jansmolen – wiatrak w miejscowości Goëngahuizen, w gminie Smallingerland, w prowincji Fryzja, w Holandii. Młyn powstał w XIX w. Był restaurowany w latach 1954, 1967 i 1990. Ma on jedno piętro. Jego śmigła mają rozpiętość 14,00 m.